# ATP Challenger Lugo
Das ATP Challenger Lugo (offiziell: Lugo Challenger) war ein Tennisturnier, das 1980 einmal in Lugo, Italien, stattfand. Es gehörte zur ATP Challenger Tour und wurde im Freien auf Sand gespielt.

## Liste der Sieger

### Einzel
| Jahr | Sieger         | Finalgegner      | Ergebnis      |
| ---- | -------------- | ---------------- | ------------- |
| 1980 | Tony Giammalva | Gustavo Guerrero | 6:3, 6:4, 6:4 |

### Doppel
| Jahr | Sieger                        | Finalgegner                 | Ergebnis |
| ---- | ----------------------------- | --------------------------- | -------- |
| 1980 | John Fitzgerald Cliff Letcher | Ricardo Cano Carlos Kirmayr | 6:1, 6:3 |